# Borris-in-Ossory
Borris-in-Ossory (iriska: Buiríos Mór Osraí) är en ort i grevskapet Laois i Republiken Irland. Tätorten (settlement) Borris-In-Ossory hade 508 invånare vid folkräkningen 2016.
Förr stannade alla linjebussar som bussbolaget Bus Éireann körde mellan städerna Limerick och Dublin i Borris-in-Ossory för ett cirka 15 minuter långt stopp. Numera går motorvägen M7 förbi ett par kilometer söder om orten.